# 日本国家女子冰球队
日本国家女子冰球队（日语：アイスホッケー女子日本代表）是一支代表日本参加国际冰球联合会舉辦的世界女子冰球锦标赛、冬季奥林匹克运动会以及其他国际冰球比赛的女子國家冰球隊。日本国家女子冰球队由日本冰球联盟管理。日本国家女子冰球队於1998年以主辦國首次晉級冬奧會決賽圈，並於1990年首次晉級世界女子冰球锦标赛決賽圈。之後也多次晉級。

## 外部鏈接
- 官方网站
- IIHF profile （页面存档备份，存于）
- National Teams of Ice Hockey （页面存档备份，存于）